# Olivia Benson
 (juillet 2018).
Si vous disposez d'ouvrages ou d'articles de référence ou si vous connaissez des sites web de qualité traitant du thème abordé ici, merci de compléter l'article en donnant les références utiles à sa vérifiabilité et en les liant à la section « Notes et références ».
Olivia "Liv" Benson est un personnage de fiction et l'un des personnages principaux de la série policière américaine télévisée New York, unité spéciale (Law & Order: Special Victims Unit). Détective au sein du New York City Police Department (ou NYPD), Benson est capitaine de l'unité spéciale de l'arrondissement de Manhattan. Son unité enquête notamment sur des délits et crimes à caractère sexuel ou ayant trait à des enfants. Elle est interprétée par l'actrice Mariska Hargitay et est doublée en version française par Dominique Dumont. Elle apparait également dans d'autres séries de la franchise Law & Order.

## Conception
Le producteur de la série, Dick Wolf, s'est inspiré du prénom de ses deux enfants, une fille nommée Olivia et un fils nommé Elliot pour nommer les deux personnages principaux de la série. Wolf conçut Benson comme un inspecteur dans l'unité spéciale pour les victimes de Manhattan, qui enquête sur les crimes sexuels. Il lui attribua Elliot Stabler (Christopher Meloni) comme partenaire. Elle a un caractère bien trempé, est empathique et s'implique émotionnellement dans les enquêtes. 
Le producteur exécutif et le scénariste Neal Bear la décrit comme « la voix passionnée et empathique de ses victimes », contrairement à Elliot qui incarne « la rage que l'on ressent, le sentiment de “Comment cela a-t-il pu arriver ?” ». En parlant du fait qu'ils soient coéquipiers, Neal Bear déclara qu'« ils représentent tous les deux les sentiments que l'on ressent en même temps quand on entend parler de ces affaires ».
L'empathie qu'éprouve Olivia vient de sa vie privée ; elle est l'enfant du viol de sa mère qui était également alcoolique. On apprend dans la saison 6 qu'elle était battue par sa mère. Le capitaine Cragen l'informe, un jour, que sa mère est morte d'une chute des escaliers, après avoir de nouveau consommé de l'alcool. Elle est plus impliquée dans les affaires de viol. Dans l'épisode Le fils de mon père, Olivia demande à Melinda Warner de lui prélever son ADN afin de faire une recherche sur ses liens familiaux. Et elle a décroché le gros lot : Simon Marsden est aussi le fils de Joseph Hollister, et donc, son frère cadet. Celui-ci est accusé de viol, mais dans l'épisode Strictement personnel, la vérité éclate au grand jour : Simon a été piégé par Julia Millfield, une inspectrice de police de River Park, dans le New Jersey, qui a prélevé de l'ADN sur ce dernier afin de lui faire porter le chapeau en l'accusant de viol sur Dona Leonte, car par le passé, Simon a eu une relation amoureuse avec la sœur de Julia, Carly. Celle-ci est devenue paranoïaque, à cause des maltraitances subies par son père, ce qui l'a poussée à sombrer dans la drogue et en mourir. Olivia va également découvrir que son père, Joseph Hollister, surnommé Joey, travaillait pour un fast-food qui distribuait des repas aux universités d'Hudson et de Manhattan, là où Jane Willet et sa mère Serena étaient aux réfectoires quand elles l'ont connu en 1969. Celui-ci était dépressif, mais malgré les médicaments et l'alcool, son état a empiré et il a mis fin à ses jours en se suicidant, mélangeant les médicaments et la boisson.
Dans l'épisode Accident de parcours, elle va aider Kathy à mettre son fils, Elliot Junior, au monde malgré un accident de voiture.
Lors de la saison 13, à la fin du premier épisode, elle apprend, par son capitaine Cragen, que son désormais ex-équipier, Elliot, a pris la décision de démissionner de l'unité spéciale et est très affectée par le départ de celui-ci. Elle doit désormais faire équipe avec Nick Amaro, mais refuse de l'avoir comme partenaire et un conflit s'installe entre eux. Amaro prend, plus tard, ses distances avec son équipière depuis le départ de son ex-femme et de sa fille à Washington, allant même demander à changer de partenaire. Mais le retour de suspension du capitaine Cragen va les obliger à refaire équipe. Au fur et à mesure, elle va commencer à faire confiance à son nouvel équipier et deviennent amis, se protégeant mutuellement et se confiant l'un à l'autre sur leur vie privée. Après le départ à la retraite du capitaine Cragen, elle est promue sergent et prend les commandes de l'unité.
Dans les épisodes Sans identité (saison 14, épisode 24) & Au secours d'Olivia (saison 15 épisode 1), elle va de nouveau subir un traumatisme : en effet, un criminel psychotique, William Lewis, qui a assassiné des innocents, violé des femmes, la capture et lui fait subir d'horribles tortures pendant 4 jours. Mais elle parvient à lui échapper, tout en le tabassant. L'affrontant au tribunal, c'est elle qui gagne le duel et William Lewis est reconnu coupable. Après ce traumatisme, elle décide de consulter le docteur Peter Lindstorm, un expert en psychiatrie, afin de lui parler de l'enfer qu'elle a vécu. Ce dernier va l'aider à surmonter cette épreuve. Plus tard, dans l'épisode Roulette russe (saison 15, épisode 20), son bourreau effectue son retour en ayant une crise cardiaque, décède avant d'avoir été miraculeusement ressuscité à l'hôpital, s'y échappant pour se venger. Ce dernier exige de la nouvelle commandante de l'unité de dire la vérité devant tout le monde : en effet, elle a tabassé William Lewis, lorsque celui-ci était déjà maîtrisé, l'ayant menotté au lit, avant de le tabasser. Pendant ce temps, ce dernier a enlevé Amelia Cole, la fille cadette de Janice Cole, assassinée, et petite sœur de Lauren, qui a été brûlée, bâillonnée et violée. Il capture à nouveau la sergente et l'emmène sur le lieu où se trouve Amelia, afin de l'obliger à jouer à la roulette russe. Mais à sa grande surprise, il se suicide sous ses yeux. Dans l'épisode suivant (Perte de crédibilité) (saison 15, épisode 21), elle est accusée du meurtre de William Lewis par les affaires internes, mais ses collègues affirment, sous serment, ne pas avoir vu leur cheffe tuer son bourreau. Grâce au témoignage de Declan Murphy devant le grand jury, elle est blanchie des accusations.
Au cours d'une enquête de la saison 15, elle fait la rencontre d'un jeune garçon âgé de quelques mois. Celui-ci est placé dans plusieurs familles d'accueil, mais elle s'intéresse à lui. Lors d'une enquête, elle a arrêté, sans le savoir, la mère biologique du bébé qu'elle a retrouvé, Ellie Porter. Mais cette dernière a ensuite été battue, violée, puis brûlée vive par des hommes de Petit Tino, son mac. Lors du dernier épisode de cette saison, la juge des tutelles lui confie la garde du jeune Noah. Le petit garçon a de gros problèmes de santé et reste quelque temps à l'hôpital. Elle entame ensuite les démarches pour une adoption, qui se concrétise en fin de saison 16. Elle consulte régulièrement le docteur Peter Lindstorm, en particulier pour lui parler de Noah ou de la culpabilité qu'elle ressent, à la suite de la mort de Mike Dodds, le fils du chef-adjoint William Dodds.
À partir de la saison 17, elle entretient une relation amoureuse avec Ed Tucker (Robert John Burke) qui travaille pour les affaires internes, mais qui se termine dans l'épisode Mères par procuration.
Lors de la saison 20, à la suite d'une enquête difficile, William Dodds accepte de porter le chapeau et démissionne, sous réserve qu'elle devienne capitaine.

## Apparitions dans d'autres séries
Le personnage apparait dans d'autres séries de la franchise Law & Order :
- New York, police judiciaire (depuis 2000) : 6 épisodes
- New York, cour de justice (2005) : 1 épisode
- New York, crime organisé (depuis 2021) : 13 épisodes

Elle apparait également dans la franchise Chicago, autre création de Dick Wolf :
- Chicago Police Department (2014-2016) : 3 épisodes
- Chicago Fire (2015) : 1 épisode